# 遺作
遺作（いさく）は、死亡した者が残した（遺した）文学や音楽、絵画、漫画、映画などの作品。

## 概要
作者が生前に世に出す作品として制作し、結果的に発表されないまま死後に遺されたものが遺作である。完成した作品とは限らず、制作途中の状態で作者の死後に発表される未完成作品・絶筆のこともある。未発表の作品や制作途中の作品が複数存在する場合は、すべて遺作と呼ばれることが多い。また「遺作」であることは広告戦略上の売りになるため拡大解釈されることもあり、老いた作者の死後、若年時に制作し発表しなかった作品が発見された場合でも、遺作とすることがある。多くは著作活動について言うが、俳優の最後の出演映画や歌手の最後の録音などについて言うこともある。なお、一般的に、個人的な書き置き、私的なメモや録音、遺筆や遺書、遺言など、作品でないものは遺作に含まれない。
クラシック音楽では、作曲家が生前に作曲はしたものの出版しなかった作品が死後に出版される場合、それらを全て遺作と呼ぶ習慣がある。例えばモーツァルトの『レクイエム』は作曲家最後の作品だが、ショパンの『幻想即興曲』は死の15年も前の作品である。

## 遺作に関する問題点
制作途中の作品の発表は、作者本人が不在のところで遺族や編集者によって編集や推敲が行われる事となるが、それら行為が作者の意向に背くのではないかという指摘がなされたり、関係者間の意見の相違から議論に発展する事が珍しくない。著作権が絡む場合はより事態の収拾を一層困難とするケースもある。

## 遺作の例
以下の作品は「遺作」の（もしくは「遺作」を含む）通称で呼ばれることがある。
- フレデリック・ショパン（1810年ごろ - 1849年）『夜想曲第20番』[1]および『ワルツイ短調』を含む複数のワルツ[2][3]。
- エマニュエル・シャブリエ（1841年 - 1894年）『遺作の5つの小品』[4]
- マルセル・デュシャン（1887年 - 1968年）『（1）落下する水、（2）照明用ガス、が与えられたとせよ』[5][6][7]